# Maksim Biełogorcew
Maksim Anatoljewicz Biełogorcew (ros. Максим Анатолиевич Белогорцев; ur. 3 lutego 1996 w Stawropolu) – rosyjski siatkarz, grający na pozycji środkowego. 

## Sukcesy klubowe
Mistrzostwo Rosji:
- 2021
- 2017

Puchar Rosji:
- 2020

Puchar CEV:
- 2021

Superpuchar Rosji:
- 2021

## Sukcesy reprezentacyjne
Olimpijski festiwal młodzieży Europy:
- 2013

Mistrzostwa Europy Kadetów:
- 2013

Mistrzostwa Świata Kadetów:
- 2013

Mistrzostwa Europy Juniorów:
- 2014

Mistrzostwa Świata Juniorów:
- 2015[2]

Letnia Uniwersjada:
- 2019

## Nagrody indywidualne
- 2014: Najlepszy blokujący Mistrzostw Europy Juniorów